# Frederick Gardner Cottrell
Frederick Gardner Cottrell (Oakland (Califórnia), 10 de janeiro de 1877 — 16 de novembro de 1948) foi um físico-químico estadunidense.

## Vida
Iniciou os estudos na Universidade da Califórnia em Berkeley com 16 anos de idade, graduando-se após três anos de estudo. Estudou depois na Alemanha, inicialmente na Universidade de Berlim em 1901, com doutorado na Universidade de Leipzig, em 1902.
Considerado um dos principais pesquisadores de sua época, é mais conhecido por sua invenção do precipitador eletrostático, uma das primeiras invenções projetadas para eliminar a poluição do ar (método mais eficiente para separar poeira e névoa dos gases de combustão de uma chaminé); em eletroquímica pela equação de Cottrell que leva seu nome.
Estabeleceu a Research Corporation for Science Advancement, uma fundação que financia pesquisas científicas desde 1912, foi um importante patrocinador da ciência.

## Patentes
- Patente E.U.A. 866 843 – Fabricação de ácido sulfúrico, 1907
- Patente E.U.A. 895 729 – Arte de separar partículas suspensas de corpos gasosos [precipitador eletrostático], 1908
- Patente E.U.A. 945 917 – Efetuando o intercâmbio de cargas elétricas entre condutores sólidos e gases, 1910
- Patente E.U.A. 1 016 476 – Purificação de gases, 1912
- Patente E.U.A. 1 035 422 – Aparelho para separação de partículas suspensas de corpos gasosos, 1912
- Patente E.U.A. 1 067 974 – Método de descarga de eletricidade em gases, 1913